# Cubaris alticola
Cubaris alticola är en kräftdjursart som beskrevs av Albert Vandel 1973. Cubaris alticola ingår i släktet Cubaris och familjen Armadillidae. Inga underarter finns listade i Catalogue of Life.